# OCEAN (东方神起单曲)
《OCEAN》是韩国男子团体東方神起在日本发行的第37张单曲。于2013年6月12日由avex trax公司发行。

## 概要
单曲分为「CD+DVD」「只CD」「Bigeast盤」三种版本发行。距离上张单曲发行约5个月，期间团体在日本发行了第六张专辑《TIME》。附属DVD中收录了《OCEAN》的MV和MV的拍摄过程（只在初回限定盘中收录）。
初回限定版本封入特典是封面大小的卡片（6種中随机封入1种）。「只CD」版本有CD-EXTRA与单曲封面拍摄花絮收录。
主打歌《OCEAN》在“東方神起 LIVE TOUR 2013 〜TIME〜”巡演中披露。

## 收录歌曲

### CD+DVD
CD
1. 《OCEAN》
  - 作詞：H.U.B.、作曲・編曲：井上慎二郎（日语：井上慎二郎）

日本电视台系《PON!（日语：PON!）》6月片尾曲
日本电视台《Music Dragon（日语：ミュージックドラゴン）》6月片头曲
日本电视台《Futtonda（日语：フットンダ）》6月片尾曲
2. 《Wedding Dress》
  - 作詞：H.U.B.・SHIROSE from WHITE JAM、作曲・編曲：SHIROSE from WHITE JAM・DJ first / SHIMADA from WHITE JAM BEATZ

BeeTV（日语：BeeTV）电视剧《最好的求婚》（最上のプロポーズ）主題歌[參⁠ 3]
这首歌存在未公开的MV。
3. 《OCEAN》 -Less Vocal-
4. 《Wedding Dress》 -Less Vocal-

DVD
- 《OCEAN》 (Video Clip)
- 《OCEAN》 (Video Clip)-Off Shot Movie （只初回限定盤有收录）

### 只CD
1. 《OCEAN》
2. 《Wedding Dress》
3. 《OCEAN》 -Rising Starr Remix-
4. 《OCEAN》 -Less Vocal-
5. 《Wedding Dress》 -Less Vocal-

[CD-EXTRA] Jacket Making Movie

### Bigeast盤
- CD与[CD+DVD]版同内容。
- [CD-EXTRA]收录有《TIME》Off Shot Movie-《TIME》发行纪念 购买者限定活动Ver.-